# 杉戸清樹
杉戸 清樹 （すぎと せいじゅ、1949年6月8日 - ）は、日本の言語学者、日本語学者。愛知県名古屋市出身。専門分野は社会言語学、言語行動論。元・独立行政法人国立国語研究所長。他に、日本語教育学会会長、文化審議会国語分科会会長，NHK放送用語委員会委員などを務めた。
　国立国語研究所では、企業や学校の中の敬語の実態調査、愛知県岡崎市・山形県鶴岡市・北海道富良野市などでの定点・経年方式の臨地言語調査、日本・ドイツの言語行動様式の対照研究調査，韓国・ベトナム・ブラジルなどに住む日本人の言語行動意識調査など，社会言語学的な調査研究に参画するとともに、言語行動論の立場からメタ言語行動表現（言語行動についての言語表現）に注目して対人的な配慮表現や文章構造の研究などを行った。
　国語審議会では「現代社会における敬意表現」（2000年）、また、後身の文化審議会国語分科会（2001年以降）では「敬語の指針」（2007年）、「改訂常用漢字表」（2010年）、「『生活者としての外国人』に対する日本語教育の標準的なカリキュラム案について」（2010年）などの審議・答申に参画した。
　この他、国立国語研究所の『分かりやすく伝える外来語言い換え手引き』（2006年）、『病院のことばを分かりやすく-工夫の提案』（2009年）、日本弁護士連合会の『やさしく読み解く裁判員のための法廷用語ハンドブック』（2008年）、さらに佐藤和之（弘前大学教授）の主導する「災害時の外国人への緊急情報伝達のための『やさしい日本語』」に関する研究活動等の応用的な社会的活動ともいえる事業にも参画した。

## 経歴[14]

### 本務歴
- 2009年10月1日 ～ 現在　独立行政法人国立国語研究所 名誉所員
- 2009年９月30日　独立行政法人国立国語研究所長 退任
- 2005年4月 - 2009年9月　独立行政法人国立国語研究所　所長
- 2001年 - 2005年 独立行政法人国立国語研究所 日本語教育部門長
- 1998年 - 2001年 国立国語研究所 言語行動研究部長
- 1985年 - 1998年 国立国語研究所 言語行動研究部 第1研究室長
- 1984年 - 1985年 国立国語研究所 言語行動研究部 主任研究官
- 1975年 - 1984年 国立国語研究所 言語行動研究部 第1研究室 研究員
- 1975年4月　 国立国語研究所研究員（文部教官研究職）に採用

### 学歴
- 1975年 名古屋大学大学院文学研究科　言語学専攻　修士課程修了（文学修士）
- 1973年 名古屋大学大学院文学研究科　言語学専攻　入学
- 1969年 名古屋大学文学部　入学
- 1968年 東海高等学校　卒業

### 教育歴
・2012年 - 2015年 名古屋外国語大学 非常勤講師（集中講義）
・2001年 - 2008年 政策研究大学院大学 連携教授
・2000年 筑波大学大学院 非常勤講師（集中講義）
・1999年 早稲田大学大学院 非常勤講師
・1998年 大阪大学大学院 非常勤講師（集中講義）
・1992年 - 1996年 東京都立大学 (1949-2011)人文学部 非常勤講師
・1991年 - 1996年 津田塾大学学芸学部 非常勤講師
・1991年 名古屋大学文学部 非常勤講師（集中講義）
・1990年 北京日本学研究中心 客員教授
・1988年 東京大学文学部 非常勤講師

### 委員等履歴

#### 【国立国語研究所の本務の中で】
・2007年 - 2009年 国立国語研究所「病院の言葉」委員会  委員長
・2005年 - 2006年 国立国語研究所「外来語」委員会  委員長

#### 【学会】
・1997年 - 2021年  日本語学会（旧・国語学会）  評議員
・2012年 - 2018年  日本語学会  理事
・1988年 - 1992年  国語学会  委員（学会誌編集・大会運営兼務）
　------------------------------------------------
・2006年 - 2007年  日本語教育学会  会長
・2003年 - 2005年  日本語教育学会  副会長
・2001年 - 2007年  日本語教育学会  常任理事
--------------------------------------------------
・2011年 - 2015年  社会言語科学会  監事
・2006年 - 2011年  社会言語科学会  理事
・1998年 - 2003年  社会言語科学会  理事
・1998年 - 2001年  社会言語科学会  理事，事業委員長
--------------------------------------------------
・2002年 - 2008年  日本方言研究会  世話人
・1994年 - 2009年  日本言語学会  委員
・1995年 - 1998年  日本音声学会  国際交流委員
・1983年 - 1994年  日本行動計量学会  運営委員 

#### 【国語審議会・文化審議会国語分科会】
・2007年 - 2015年  文化審議会  国語分科会  日本語教育小委員会  副主査
・2014年 - 2015年  文化審議会  臨時委員（国語分科会）
・2012年 - 2014年  文化審議会  国語分科会  会長
・2012年 - 2014年  文化審議会  委員
・2007年 - 2012年  文化審議会  臨時委員（国語分科会）
・2005年 - 2007年  文化審議会  臨時委員（国語分科会　敬語小委員会主査）
・1999年 - 2000年  国語審議会  専門調査員

#### 【文部科学省・文化庁】
・2009年 - 2012年　日本語教員の養成・研修に関する調査研究協力者会議  委員（座長）
・2009年 - 2011年　常用漢字表改定に伴う学校教育上の対応に関する専門家会議  委員
・2004年 - 2010年　学習指導要領の改善に関する調査研究協力者会議  高等学校国語部会　委員
・2004年 - 2009年　中央教育審議会　初等中等教育分科会  教育課程部会　専門委員
・2000年 - 2001年　日本語教育のための試験の改善に関する調査研究協力者会議  委員
・1997年 - 1999年　学習指導要領の改善に関する調査研究協力者会議  委員（高等学校国語「国語表現」分科会主査）

#### 【大学・法人・団体】
・2002年 - 2009年  日本放送協会（ＮＨＫ）放送用語委員会　委員
----------------------------------------------------------
・2014年 - 2015年  大阪大学大学院言語文化研究科  外部評価委員会　学外委員
・2003年 - 2005年  大学評価・学位授与機構  大学評価委員会　研究評価員
・2006年 - 2009年  博報賞　審査委員会  委員長  /  国語・日本語教育部門　審査委員
・2004年 - 2005年  日本弁護士連合会裁判員制度実施本部　法廷用語の日常語化に関するプロジェクトチーム  外部学識委員
----------------------------------------------------------
・2012年 - 2014年  日本学術振興会  特別研究員等審査会 専門委員
・2012年 - 2014年  日本学術振興会  国際事業委員会 書面審査委員
・2004年 - 2005年  日本学術振興会　科学研究費委員会  専門委員
・1997年 - 2002年  日本学術振興会　科学研究費分科会  専門委員
　---------------------------------------------------------
・2006年 - 2009年  日本語教育振興協会  理事
・2005年 - 2009年  国際教育支援協会  理事
・2006年 - 2012年  国際日本語普及協会  評議員
・2005年 - 2011年  日本語能力試験実施委員会  委員
・2004年 - 2009年  国際教育支援協会 日本語教育能力検定試験  試験小委員会（主査）
・2001年 - 2017年  国際教育支援協会 日本語教育能力検定試験 実施委員会 委員
・2007年 - 2009年  日本漢字能力検定協会  評議員
・2005年 - 2009年  言語資源協会  理事
・1999年 - 2000年  武蔵野市弓道連盟  理事

## 受賞歴
・2018年9月　　文化庁創立50周年記念表彰
・2017年5月　　日本語教育学会 功労賞
・2015年12月　 文化庁長官表彰

## 編著書（共編著含む）[18]
- 『社会言語科学の源流を追う』（共編）横山詔一，杉戸清樹，佐藤和之，米田正人，前田忠彦，阿部貴人　ひつじ書房　2018年9月
- 『日本語大事典』（共編　編集代表：佐藤武義・前田富祺。杉戸は編集委員の一人で12項目を執筆）　朝倉書店  2014年11月
- 『敬語と敬語意識－愛知県岡崎市における第三次調査』（科研費研究報告４分冊の第１分冊「経年調査実施資料」杉戸清樹・尾崎喜光  国立国語研究所  2010年3月
- 『病院の言葉を分かりやすく：工夫の提案』国立国語研究所「病院の言葉」委員会編著（委員長として企画・編集に参画）勁草書房  2009年3月
- 『分かりやすく伝える外来語言い換え手引き』国立国語研究所「外来語」委員会編 (委員長として企画・編集に参画) ぎょうせい 2006年6月
- 『言語行動における「配慮」の諸相』（分担執筆）　著作権者：国立国語研究所　くろしお出版刊  2006年3月
- 『日本語教育の新たな文脈―学習環境，接触場面，コミュニケーションの多様性―』（部分執筆）　著作権者：国立国語研究所　アルク 刊 2006年3月
- 『日本人の言語行動』（分担執筆）水谷信子・杉戸清樹　アルク  2002年2月
- 『学校の中の敬語』（部分的な共同執筆：尾崎喜光・杉戸清樹）　著作権者：国立国語研究所　三省堂刊  2000年3月
- 『日本語表現』（のち2003年に『テキスト日本語表現』と改称増補）共編著：中村明(代表)・杉戸清樹・半澤幹一　明治書院  1999年12月
- 『日常談話の生成・受容における＜構え＞の言語行動論的研究』杉戸清樹・吉岡泰夫　科研費研究報告（代表：杉戸清樹） 1999年3月
- 『文章・談話のしくみ』(共編著）佐久間まゆみ・半澤幹一・杉戸清樹　おうふう  1997年11月
- 『北海道における共通語化と言語生活の実態調査（中間報告）』科研費研究報告　代表者：江川清　国立国語研究所  1997年3月
- 『ディリーコンサイス漢字辞典』(共編)　佐竹秀雄・桜井隆・杉戸清樹　三省堂  1995年7月
- 『外国人ビジネス関係者のための日本語教育Q&A 』(分担執筆)　文化庁文化部国語課　1994年8月
- 『現代語』(高校国語科用検定教科書）編修委員：野元菊雄・杉戸清樹・高野光男・増田修・町田守弘・三省堂。三省堂刊 1994年3月
- 『社会言語学』(共編著）真田信治・渋谷勝己・陣内正敬・杉戸清樹　桜楓社（改称後：おうふう）  1992年11月
- 『日本語の文章・談話』（共編著）寺村秀夫・佐久間まゆみ・半澤幹一・杉戸清樹　桜楓社  1990年2月
- 『談話行動の諸相-座談資料の分析』（分担執筆）　著作権者：国立国語研究所　三省堂刊  1987年3月
- 『社会変化と敬語行動の標準』（分担執筆）　著作権者：国立国語研究所　秀英出版刊  1986年3月
- 『言語行動における日独比較』（分担執筆）　著作権者：国立国語研究所　三省堂刊  1984年3月
- 『企業の中の敬語』（分担執筆）　著作権者：国立国語研究所　三省堂刊  1982年3月